# Comuna Smârdan, Tulcea
Smârdan este o comună în județul Tulcea, Dobrogea, România, formată numai din satul de reședință cu același nume.

## Demografie
Componența etnică a comunei Smârdan
     Români (92,08%)
     Alte etnii (7,92%)
Componența confesională a comunei Smârdan
     Ortodocși (91,15%)
     Alte religii (0,1%)
     Necunoscută (8,75%)
Conform recensământului efectuat în 2021, populația comunei Smârdan se ridică la 960 de locuitori, în scădere față de recensământul anterior din 2011, când fuseseră înregistrați 1.077 de locuitori. Majoritatea locuitorilor sunt români (92,08%). Din punct de vedere confesional, majoritatea locuitorilor sunt ortodocși (91,15%), iar pentru 8,75% nu se cunoaște apartenența confesională.

## Politică și administrație
Comuna Smârdan este administrată de un primar și un consiliu local compus din 9 consilieri. Primarul, Vasile-Petrică Mărculescu[*], de la Partidul Social Democrat, este în funcție din 2008. Începând cu alegerile locale din 2024, consiliul local are următoarea componență pe partide politice:
|  | Partid                    | Consilieri | Componența Consiliului | Componența Consiliului | Componența Consiliului | Componența Consiliului | Componența Consiliului | Componența Consiliului | Componența Consiliului | Componența Consiliului |
|  | ------------------------- | ---------- | ---------------------- | ---------------------- | ---------------------- | ---------------------- | ---------------------- | ---------------------- | ---------------------- | ---------------------- |
|  | Partidul Social Democrat  | 8          |                        |                        |                        |                        |                        |                        |                        |                        |
|  | Partidul Național Liberal | 1          |                        |                        |                        |                        |                        |                        |                        |                        |

## Personalități născute aici
- Calistrat Cuțov (1948 - 2025), pugilist;
- Simion Cuțov (1952 - 1993), pugilist, fratele lui Calistrat.